# CSO Amnéville

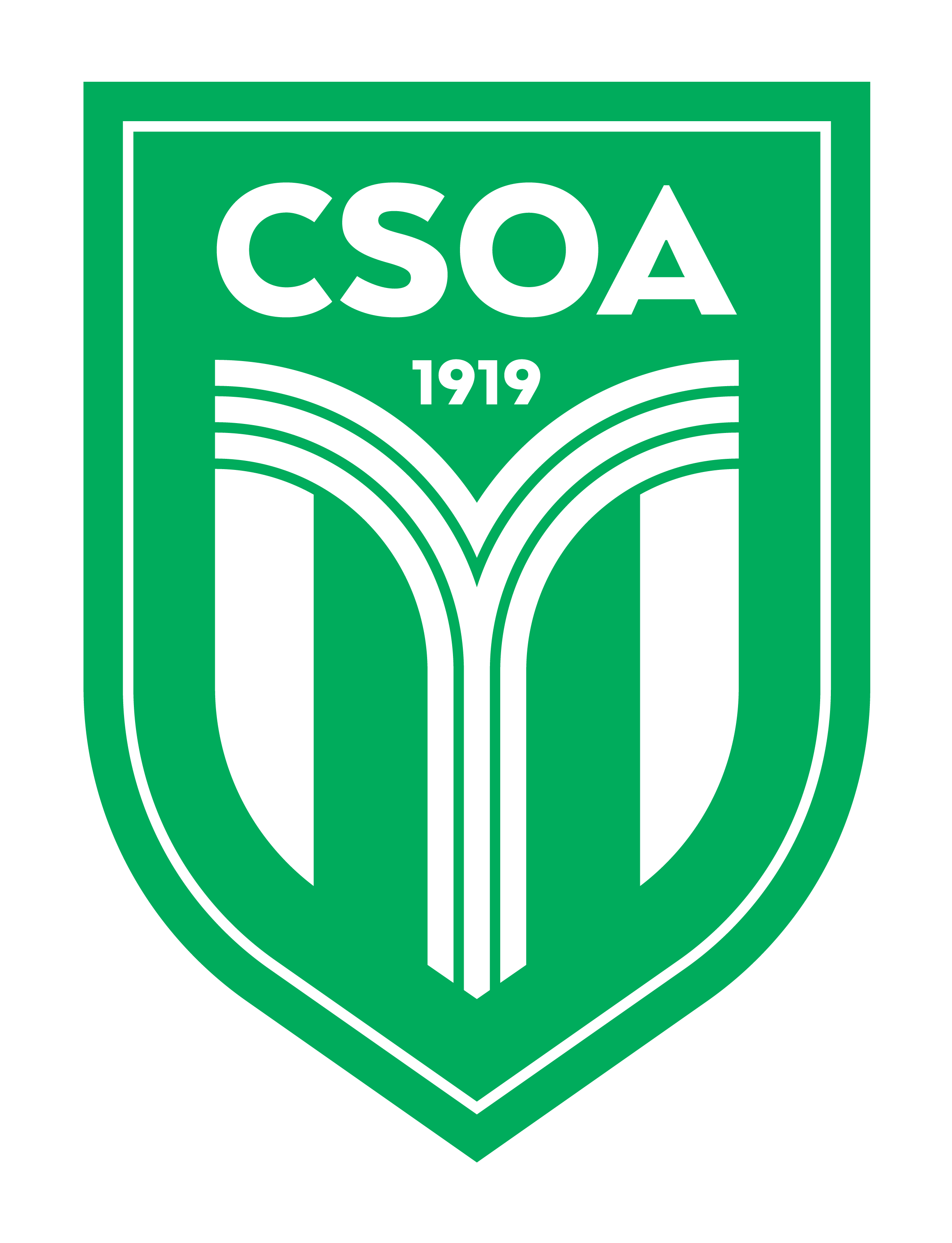
Logo des französischen Fußballvereins CSO Amnéville

Der Club Sportif Orne 1919 Amnéville-les-Thermes (kurz: CSO Amnéville) ist ein französischer Fußballverein aus der lothringischen Stadt Amnéville (dt. Amenweiler oder Stahlheim).

## Geschichte
Der Klub wurde 1919 gegründet. 1924 stieg der CSO zum ersten Mal in die Division d’Honneur auf. Als Nordost-Lothringen (deckungsgleich mit dem Département Moselle) vom Deutschen Reich besetzt wurde, kam der CSO Amnéville in den Spielbetrieb des Deutschen Fußball-Bundes. Zudem wurde der Verein eingedeutscht.
Nach Kriegsende kam der CSO Amnéville zurück in den Spielbetrieb des FFF, dem französischen Fußballverband. 1975 stieg die Mannschaft, als Meister in der vierten Liga, in die Division 3 auf. Im ersten Jahr gelang ein respektabler fünfter Platz. Im zweiten Jahr stand jedoch ein 15. Tabellenplatz. Damit verbunden war der Wiederabstieg. 1981 konnte der Klub aus der Metzer Peripherie wieder in die Division 3 wiederaufsteigen. 
Nach der Meisterschaft 2016/17 spielt der CSO Amnéville fünf Spielzeiten in der fünftklassigen National 3, bevor er 2022 wieder in die Regional 1 Lorraine abstieg. 

## Ehemalige Spieler
- Cyril Serredszum, 2002–2006, ehemaliger Erstligaspieler des FC Metz und HSC Montpellier
- Didier Lang, 2003–2005, ehemaliger Erstligaspieler des FC Metz und Sporting Lissabon
- Thierry Steimetz, 2009–2012, ehemaliger Spieler des FC Metz
- Nicolas Fernandes, 2012–2013, ehemaliger Zweitligaspieler des FCO Dijon
- Jonathan Jäger, 2013–2015, ehemaliger Spieler des SC Freiburg und des 1. FC Saarbrücken
- Amine Naïfi, 2017–2019, aktueller Spieler des 1. FC Saarbrücken